# Павликов, Александр Иванович
Александр Иванович Павликов — советский хозяйственный, государственный и политический деятель, Герой Социалистического Труда.

## Биография
Родился в 1933 году в Вологодском округе Северного края. Член КПСС.
С 1954 года — на хозяйственной, общественной и политической работе. В 1954—1993 гг. — токарь Государственного завода № 19 имени И. В. Сталина Народного комиссариата авиационной промышленности СССР, токарь-универсал Пермского моторостроительного завода имени Я. М. Свердлова Министерства авиационной промышленности СССР.
Указом Президиума Верховного Совета СССР от 10 марта 1981 года за большие успехи, достигнутые в выполнении заданий десятой пятилетки, и значительный вклад в повышение эффективности производства Павликову Александру Ивановичу присвоено звание присвоено звание Героя Социалистического Труда с вручением ордена Ленина и золотой медали «Серп и Молот».
Делегат XXVII съезда КПСС.
Умер в Перми в 2005 году.